# Jake Tapper
Jacob Paul Tapper, dit Jake Tapper, né le 12 mars 1969 à New York, est un journaliste américain. Il anime les émissions The Lead with Jake Tapper (en) et State of the Union sur la chaîne d'information en continu américaine CNN. 

## Biographie
Tapper naît à New York et grandit dans le quartier de Queen Village (en). Il est le fils de Theodore S. "Ted" et de Helen Anne (Palmatier) Tapper. Sa mère, originaire du Canada a travaillé comme infirmière à un centre médical du Département des Anciens combattants des États-Unis à Philadelphie. Son père, natif de Chicago et diplômé du Dartmouth College et de la Harvard Medical School, a travaillé au South Philadelphia Pediatrics et à l'Université Thomas Jefferson,,.
Tapper fait des études à la Akiba Hebrew Academy (en), puis au Dartmouth College. Il est membre de la fraternité Alpha Chi Alpha (en). Il fréquentera également un temps la USC School of Cinematic Arts,.
En 1992, Tapper travaille dans l'équipe de la candidate démocrate Marjorie Margolies-Mezvinsky (en).

## Filmographie
- 2025 : Shadow Force de Joe Carnahan : lui-même